# Шандор Петефі

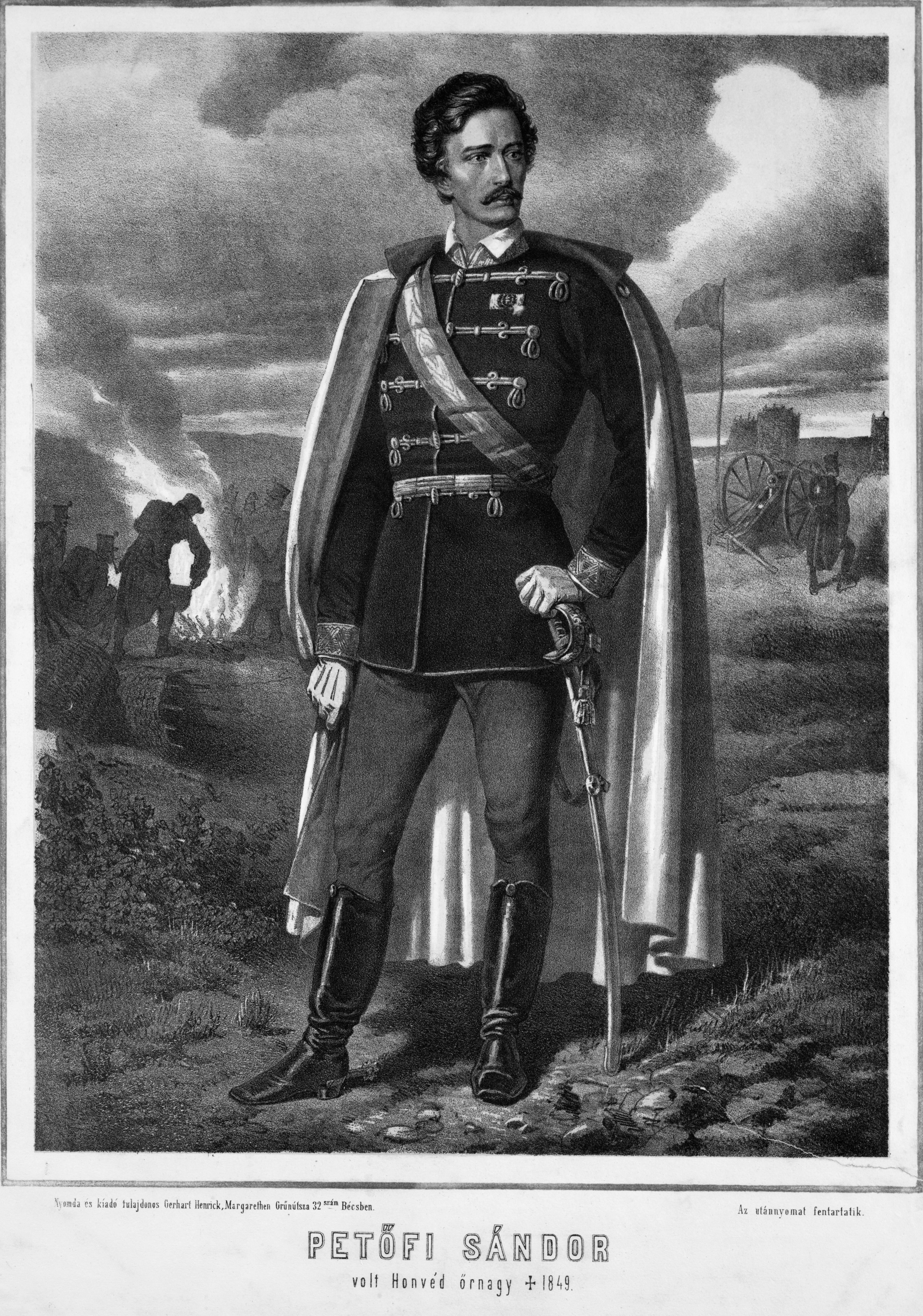
Портрет Шандора Петефі

Ша́ндор Пе́тефі (угор. Sándor Petőfi, серб. Александар Петровић, словац. Alexander Petrovič; 1 січня 1823 — 31 липня 1849) — угорський поет, публіцист, революційний діяч сербського і словацького походження. Вважається національним поетом, героєм Угорщини, і був однією з ключових фігур Угорської революції 1848 року. Автор книги «Nemzeti dal» (Національна пісня).

## Життєпис
Походив з небагатої родини. Батько — Штефан (Іштван) Пе́трович (або Стефан Петрович), збіднілий дворянин, серб за національністю, мати — Марія Грузова (або Груз), словацька селянка. Вперше до школи пішов у п'ятирічному віці. Саме тоді почав читати й писати, трохи пізніше віршувати, малювати, вивчати німецьку, угорську та латинську мови. Вже у п'ятнадцять років знав 7 мов.

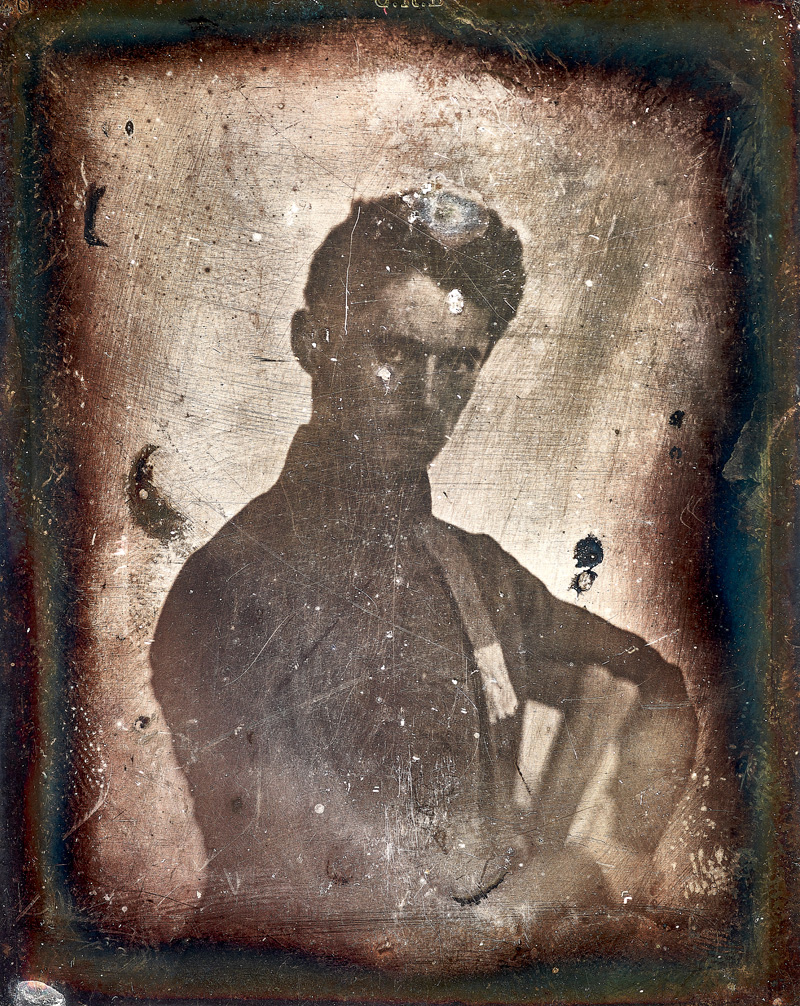
Дагеротип Петері

1847 року очолював організацію «Молода Угорщина».
Один з керівників революційного повстання в Пешті (15 березня 1848) під час Революції 1848 — 1849.
Отримав звання офіцера революційної армії. Згодом звільнений з армії, оскільки захворів на туберкульоз.
Відповідно до традиційної версії біографії, Петефі загинув під час битви при Шегешварі 31 липня 1849, в бою з козаками російської армії, очолюваної царським генералом Іваном Паскевичем. Згідно з новою версією, яка не знайшла підтвердження, був поранений, взятий в полон і таємно вивезений на Сибір, де й помер 1849 року.

## Творчість
Серед творів — «Вірші» (1844), поеми «Сільський молот» і «Витязь Янош» (1844), драма «Тигриця і гієна» (1845), збірник віршів «Хмари» (1845—1846), роман «Шнурок ката» (1846), поеми «Пішта Силай» (1846), «Шалго» (1846), «Апостол» (1848).
На батьківщиніСтеп в золотому стиглому вбранні,

Де марево ввижається мені,

Колишеться і в дальній лине плин,—

Ти пізнаєш мене? Це я, твій син.

У затінку оцих тополь старих

Востаннє відпочити я приліг,—

Як римська цифра п'ять, на сірім тлі

У вирій відлітали журавлі.

Лишаючи назавжди отчий дім,

Заледве міг я попрощатись з ним…

Благословення матері! Давно

Розвіялося на вітрах воно.

На віддалі минав за роком рік,

Народжувався і зникав навік,—

На возі не завжди щасливих літ

З тих пір я встиг об'їхати весь світ.

Важка наука — в білім світі жить.

Багато поту й сліз я встиг пролить.

Вибоїстим, нерівним був мій шлях

В пустелі людській по сипких пісках.

Це добре знаю я, бо мій напій

Не-раз бував немов полин гіркий,

Не раз мій кухоль наливали вщерть —

Було б одразу легше випить смерть.

Але тепер все горе й вся біда,

Всі муки сплинули, немов вода,

I спомини про мій тернистий шлях —

Все потопає в радісних сльозах.

Тут колисала матінка мене,

Тут сонце, наче в юності, ясне,

З-під хмари усміхається мені,

Як синові, на рідній стороні.
(Переклад Леоніда Первомайського)
Твори Петефі перекладали українською Павло Грабовський, Осип Маковей, Леонід Первомайський та інші.

## Вшанування пам'яті
- Іменем Петефі названа мала планета № 4483, відкрита 9 вересня 1986 року Людмилою Карачкіною в Кримській астрофізичній обсерваторії. Планета належить до групи Угорщини. За побажанням В. А. Шора, видатного фахівця з небесної механіки, планета отримала назву (4483) Petofi.
- 12 грудня 2009 року в Києві, на бульварній частині Бульварно-Кудрявської вулиці між будинками № 8 та № 11, відповідно до двосторонніх домовленостей мерів міст-побратимів Києва та Будапешта Леоніда Черновецького та Габора Демскі за кошти міської влади Будапешта та меценатів поету встановлено погруддя[1].
- В Ужгороді одна з головних площ названа на його честь. Тут стоїть бронзовий пам'ятник видатному угорському поетові-революціонеру відкритий 29 вересня 1990 року за присутності президента Угорської Республіки Арпада Генце та Голови Верховної Ради України Леоніда Кравчука. Скульптура знаходиться на низькому постаменті. Це п'ята копія оригінального пам'ятника, який виготовив скульптор Ференці Бейні.
- На будинку в Трансильванії, де провів свою останню ніч Шандор Петефі, встановлено меморіальну дошку з написом: «Тут він був ще просто людиною і звідси вийшов у свій великий шлях, щоб стати зіркою. Світло її вічне».
- В Івано-Франківську 31 липня 2017 року відкрито пам'ятник Шандору Петефі.

## Галерея

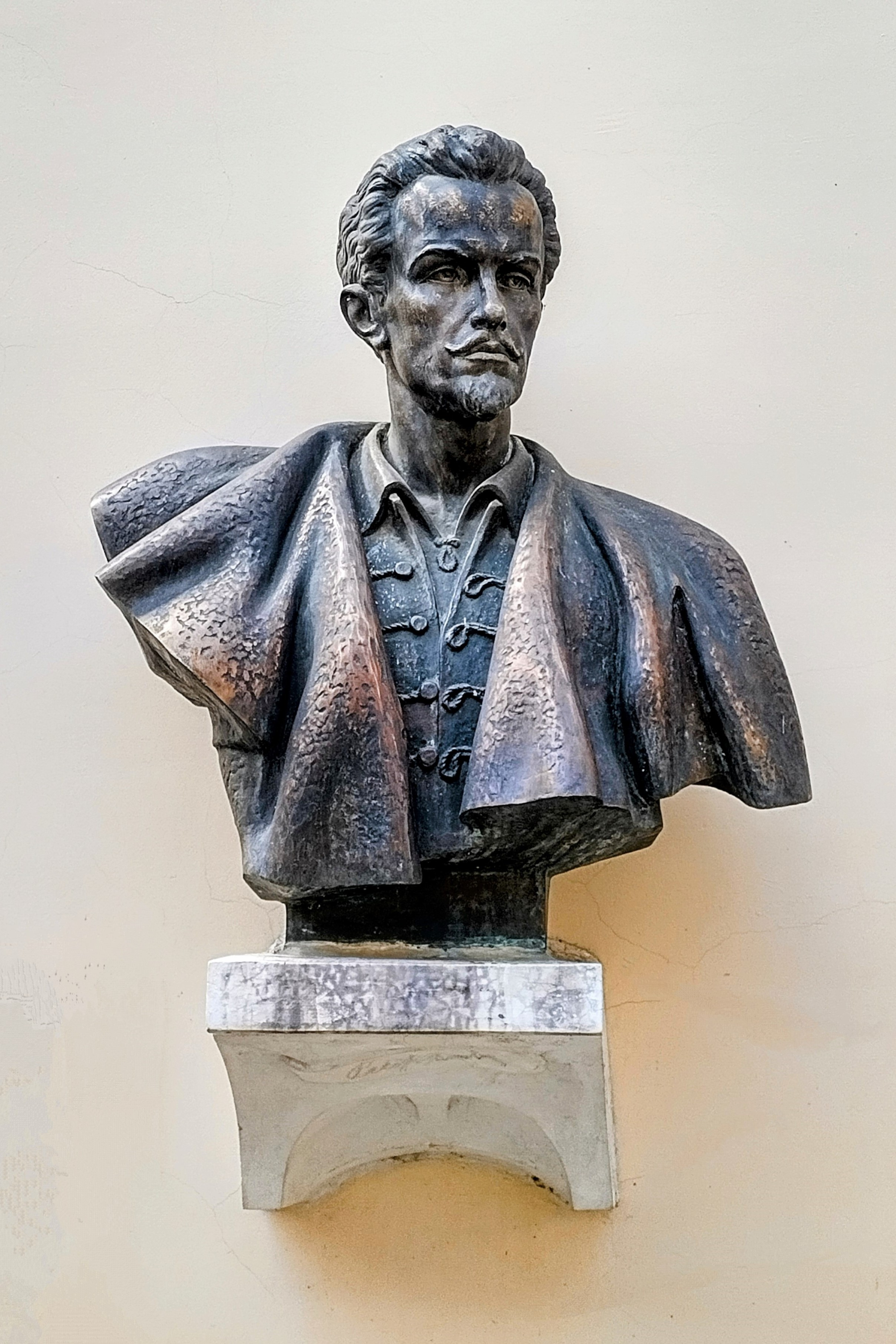
Погруддя у замку Паланок
Пам'ятник у Берегові
Погруддя на вул. Бульварно-Кудрявській у Києві